# Escut d'Horta de Sant Joan
L'escut oficial d'Horta de Sant Joan té el següent blasonament:
Escut caironat: de sinople, una figuera d'argent; el peu d'argent, una creu plena patent de gules. Per timbre una corona mural de vila.

## Història
Va ser aprovat el 31 de maig de 1996.
La figuera és el senyal tradicional de les armes del municipi; de fet, l'arbre pot ser una al·lusió al nom d'Horta. El castell de la vila, originàriament islàmic, fou concedit als cavallers del Temple el 1177 i va esdevenir el centre d'una comanda templera, i més tard hospitalera (a partir de 1317); la creu simbolitza aquests fets històrics.